# کلاین ۱۹۸۲
سیارک ۱۹۸۲ (به انگلیسی: 1982 Cline، نامگذاری:1975VA) هزار و نهصد و هشتاد و دومین سیارک کشف شده‌است که در ۴ نوامبر ۱۹۷۵ کشف شد.
قدر مطلق سیارک برابر ۱۲٫۵۰ است.